# Ferrisurita
La ferrisurita és un mineral de la classe dels silicats. Rep el nom per ser l'anàleg amb Fe3+ de la surita.

## Característiques
La ferrisurita és un silicat de fórmula química (Pb,Ca)2.4Fe3+₂(Si₄O10)(CO₃)1.7(OH)₃·nH₂O. Cristal·litza en el sistema monoclínic. La seva duresa a l'escala de Mohs es troba entre 2 i 2,5.
Segons la classificació de Nickel-Strunz pertany a «09.EC - Fil·losilicats amb plans de mica, compostos per xarxes tetraèdriques i octaèdriques» juntament amb els següents minerals: minnesotaïta, talc, wil·lemseïta, ferripirofil·lita, pirofil·lita, boromoscovita, celadonita, txernikhita, montdorita, moscovita, nanpingita, paragonita, roscoelita, tobelita, aluminoceladonita, cromofil·lita, ferroaluminoceladonita, ferroceladonita, cromoceladonita, tainiolita, ganterita, annita, efesita, hendricksita, masutomilita, norrishita, flogopita, polilitionita, preiswerkita, siderofil·lita, tetraferriflogopita, fluorotetraferriflogopita, wonesita, eastonita, tetraferriannita, trilitionita, fluorannita, xirokxinita, shirozulita, sokolovaïta, aspidolita, fluoroflogopita, suhailita, yangzhumingita, orlovita, oxiflogopita, brammal·lita, margarita, anandita, bityita, clintonita, kinoshitalita, ferrokinoshitalita, oxikinoshitalita, fluorokinoshitalita, beidel·lita, kurumsakita, montmoril·lonita, nontronita, volkonskoïta, yakhontovita, hectorita, saponita, sauconita, spadaïta, stevensita, swinefordita, zincsilita, ferrosaponita, vermiculita, baileyclor, chamosita, clinoclor, cookeïta, franklinfurnaceïta, gonyerita, nimita, ortochamosita, pennantita, sudoïta, donbassita, glagolevita, borocookeïta, aliettita, corrensita, dozyïta, hidrobiotita, karpinskita, kulkeïta, lunijianlaïta, rectorita, saliotita, tosudita, brinrobertsita, macaulayita, burckhardtita, surita, niksergievita i kegelita.

## Formació i jaciments
Va ser descoberta al grup miner Shirley Ann, al districte miner d'Ubehebe, dins el comtat d'Inyo (Califòrnia, Estats Units). També ha estat descrita a la mina Blue Bell, a la localitat de Zzyzx (comtat de San Bernardino, Califòrnia), a la mina Monte Avanza, a Forni Avoltri (Friül - Venècia Júlia, Itàlia), i a la pedrera Le Rivet, a Peyrebrune (Occitània, França). Aquests indrets són els únics de tot el planeta on ha estat descrita aquesta espècie mineral.